# Baltazar Hernández
Baltazar Hernández Romero (Bulnes, Chile, 8 de agosto de 1924-Chillán, Chile, 13 de enero de 1997) fue un profesor, escritor y pintor chileno. Es considerado un destacado crítico e investigador del arte en la Región de Ñuble.

## Biografía
Realizó sus estudios en la Escuela 8 de Chillán y la Escuela Normal de Chillán, titulándose de profesor en 1943. Sus estudios de pedagogía, fueron complementados en escuelas de temporada de la Universidad de Chile y la Universidad de Concepción, para perfeccionar sus técnicas de pintura y dibujo.
Ejerció como docente en escuelas primarias de Portezuelo, Bulnes, Chillán, Coronel y en la Escuela Normal de Valdivia, además se desempeñó como académico en la Sede Ñuble de la Universidad de Chile. Destacó también como presidente del Grupo Tanagra.

## Obras

### Libros
- Guía escolar de las Artes Plásticas, 1959[2]
- Las artes populares de Ñuble, 1970[2]
- Artes y artistas de Ñuble, 1989[2]
- Notas folclóricas de Ñuble, 1990[2]

## Premios
- Primer Premio, Salón Regional de Talca, Chile (1948)[3]
- Tercer Premio, Acuarela Salón Nacional 4° Centenario de Concepción, Chile (1950)[3]
- Premio de Honor, Salón Anual de la Sociedad de Bellas Artes Tanagra, Chillán, Chile (1957)[3]
- Premio Municipal de Extensión Cultural y Artística, Municipalidad de Chillán, Chile (1959)[1][3]
- Primer Premio, Medalla de Oro, IV Salón de Artes Plásticas Club de la República, Santiago, Chile (1966)[3]
- Mención Honrosa, Certamen Nacional Chileno de Artes Plásticas, Santiago, Chile (1976)[3]
- Mención Honrosa, Salón Nacional de la Sociedad Nacional de Bellas Artes, Santiago, Chile (1982)[3]
- Distincíón Especial, Colegio de Profesores de Chile, Dirección Provincial de Ñuble, en Centenario de la Escuela Normal de Chillán, Chile (1988)[4]
- Mención Honorífica en Acuarela, Salón Nacional de la Sociedad Nacional de Bellas Artes, Santiago, Chile (1991)[3]
- Mención Honorífica en Acuarela, Salón Nacional de la Sociedad Nacional de Bellas Artes, Santiago, Chile (1992)[3]
- Tercera Medalla en Acuarela, Salón Nacional de la Sociedad Nacional de Bellas Artes, Santiago, Chile (1993)[3]